# Jogos eletrônicos no Japão

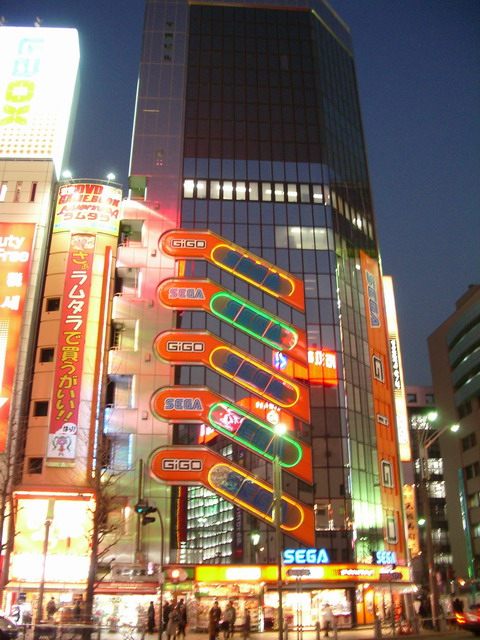
GiGO, um grande centro de jogos da Sega de 6 andares em Chuo Dori, em frente ao LAOX Aso-Bit-City em Akihabara, Tóquio, Japão

A cultura de videogames no Japão é gigante. A indústria de desenvolvimento de jogos japoneses geralmente é dita como principal parte da era de ouro dos videogames, isso inclui grandes nomes como a Nintendo sob Shigeru Miyamoto e Hiroshi Yamauchi, Sega no mesmo período, a Sony Interactive Entertainment quando estava sediada na cidade de Tóquio e outras empresas como Taito, Namco, Capcom, Square Enix, Konami, NEC, SNK, entre outras.
O país tinha um número estimado de 67,6 milhões de jogadores no ano de 2018.

## História

### Background
No ano de 1966, a Sega lançou um jogo chamado Periscope  - um simulador de submarino  que usava luzes e ondas de plástico para simular navios afundando.  Tornou-se um sucesso instantâneo no Japão, Europa e América do Norte,  onde foi o primeiro jogo de arcade a custar 25 centavos de dólar por jogo , algo que permaneceria o preço padrão dos jogos de arcade por muitos anos.
Poucos anos seguintes, Sega produziu jogos de tiro que usavam uma projeção de imagem traseira de maneira semelhante ao zootrópio antigo para produzir animações em movimento na tela . O primeiro deles, Duck Hunt, foi lançado em 1969; apresentava alvos móveis animados em uma tela, mostrava a pontuação do jogador em um ticket e tinha efeitos sonoros controláveis por volume.  Outro lançamento da Sega 1969, Missile, um jogo de tiro, apresentava som eletrônico e uma tira de filme em movimento para representar os alvos em uma tela de projeção.

### 1970s–início dos anos 80
Gráficos coloridos e antagonistas individualizados foram considerados "fortes conceitos evoluticionários" entre os jogos de naves. A placa de arcade Namco Galaxian, também ofereceu um avanço que introduziu sprites animados multicoloridos. No mesmo ano, foi lançado o jogo de estreia da SNK, Ozma Wars, notável por ser o primeiro jogo de ação a exibir uma barra de energia, semelhante a uma barra de vida, uma mecânica que se tornou extremamente comum na maioria dos jogos. Ele também apresentava planos de fundo e inimigos com rolagem vertical.

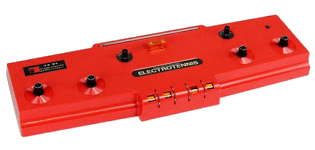
O TV Tennis Electrotennis da Epoch, o primeiro console doméstico do Japão.

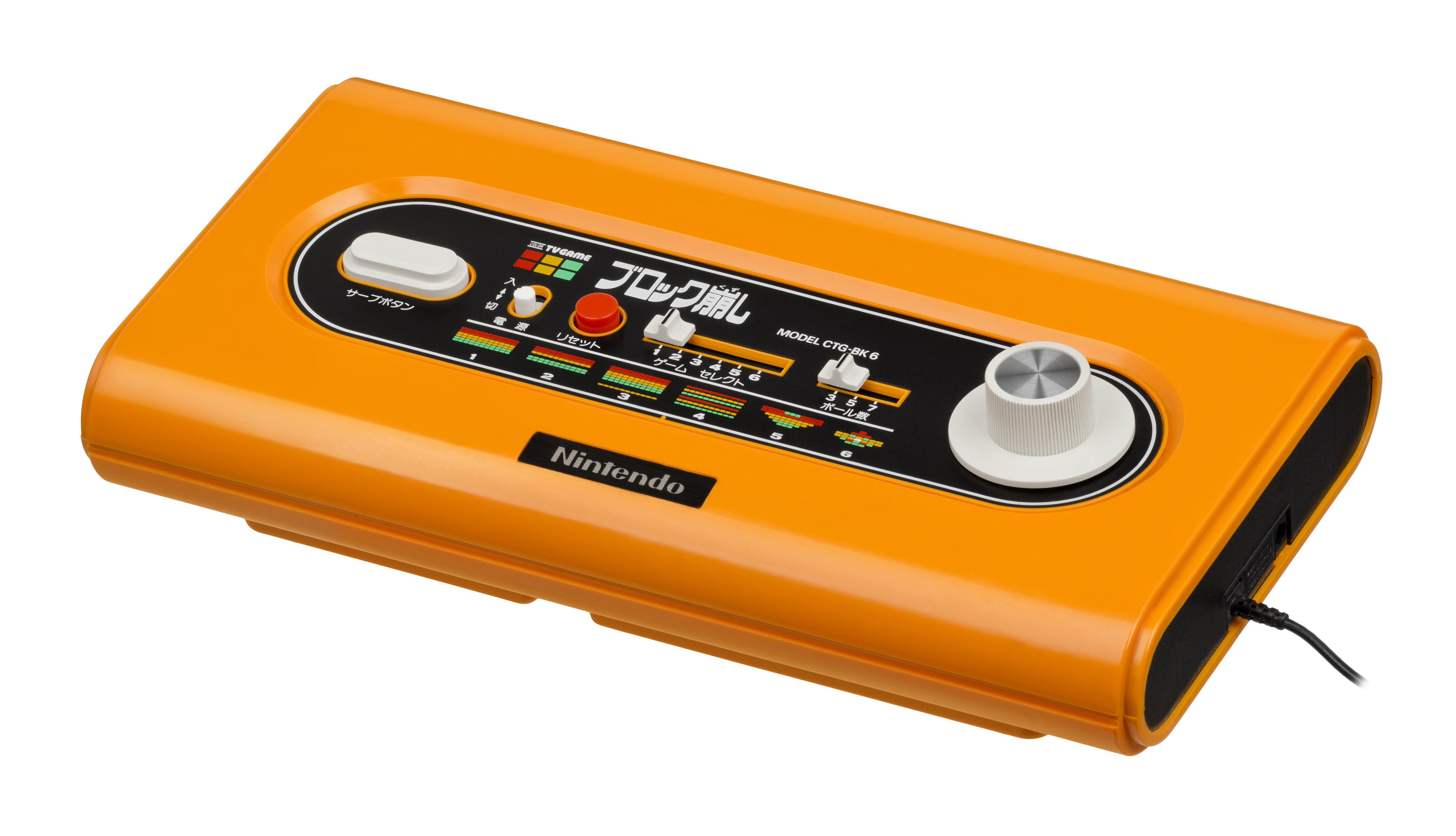
O jogo de TV em cores Block Kuzushi.

O primeiro console doméstico do Japão foi o TV Tennis Electrotennis feito pela Epoch, uma versão licenciada do jogo de pingue-pongue da Magnavox Odyssey . Foi seguido do primeiro console japonês de sucesso, o Nintendo TV Color Game, no ano de 1977.
O jogo de boxe em preto-e-branco da Sega, Heavyweight Champ, foi lançado em 1976 como o primeiro videogame de luta . Os primeiros jogos de stealth foram Manbiki Shounen de Hiroshi Suzuki (1979)  e Manbiki Shoujo (1980), Lupin III da Taito  (1980), e 005 da Sega (1981).

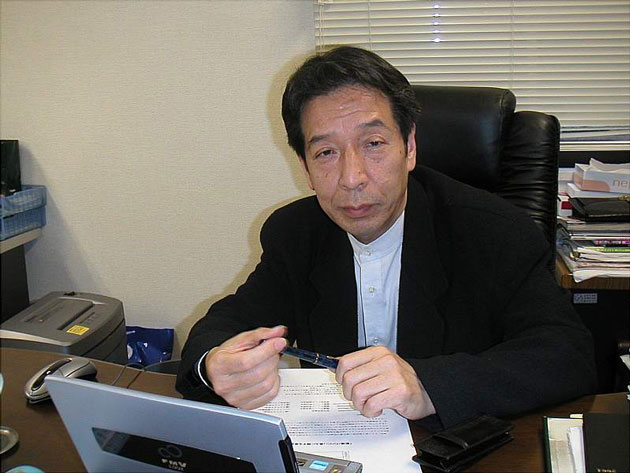
Tomohiro Nishikado, criador do jogo Space Invaders.

Eventualmente, o lançamento para arcade de Space Invaders, em 1978, seria o primeiro grande avanço dos videogames no Japão. Criado por Nishikado na Taito Corporation, no Japão, Space Invaders colocava o jogador contra vários inimigos que desciam do topo da tela a uma velocidade constantemente crescente. O jogo usou criaturas alienígenas inspiradas no livro A Guerra dos Mundos (do autor HG Wells ) porque os desenvolvedores não foram capazes de processar o movimento de uma aeronave; por sua vez, os alienígenas substituíram os inimigos humanos por causa de preocupações morais (relacionadas ao retrato de matar seres humanos) por parte da Taito Corporation. Assim como nos jogos de tiro da época, o jogo foi ambientado no espaço, pois a tecnologia disponível apenas permitia um fundo preto. O jogo também introduziu a ideia de dar ao jogador uma série de "vidas". Ele popularizou um estilo de jogo mais interativo, com inimigos respondendo aos movimentos do jogador, e foi o primeiro videogame a popularizar o conceito de alcançar uma pontuações altas, sendo também o primeiro a salvar a pontuação do jogador.  Os alienígenas de Space Invaders retornam tiros contra o jogador, tornando-os os primeiros inimigos de arcade capazes de fazê-lo. Ele estabeleceu a base essencial para o gênero shoot'em up, e influenciou a maioria dos jogos de tiro lançados desde então.  

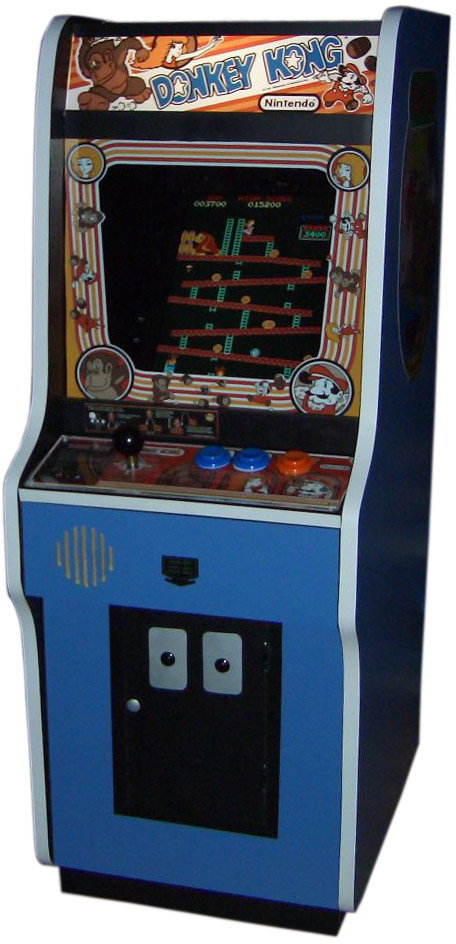
Arcade de Donkey Kong

Space Invaders de 1978, provou ser o primeiro videogame de arcade de grande sucesso . Seu sucesso marcou o início da era de ouro dos videogames arcade . Os arcades então surgiram em shopping centers, e pequenas "locadoras de arcade" apareceram em restaurantes, mercearias, bares e cinemas em todo o Japão e outros países durante o final da década de 1970 e o início da década de 1980. Space Invaders (1978), Galaxian (1979), Pac-Man (1980) e Bosconian (1981) foram especialmente populares. Em 1981, a indústria de videogame era avaliada em US $ 8 bilhões  (US $ 22.5 bilhões, atualizado para 2019 ). Alguns jogos desta época foram tão populares que entraram na cultura popular . O primeiro a conseguir isso foi o Space Invaders . O jogo era tão popular no seu lançamento em 1978 que uma lenda urbana o culpou por uma escassez nacional de moedas de 100 ienes no Japão, levando a um aumento da produção de moedas para atender à demanda do jogo  (embora a produção de moedas de 100 ienes foi menor em 1978 e 1979 do que em anos anteriores e seguintes, e a reivindicação não resiste a falácia lógica pois os operadores de arcade eventualmente teriam esvaziado suas máquinas e levado o dinheiro ao banco, mantendo assim as moedas em circulação).  Os arcades japoneses durante a era dourada também tiveram vendas de unidades de hardware pelo menos na casa das dezenas de milhares, incluindo Pac-Man com mais de 115.000 unidades, Donkey Kong com mais de 60.000, Galaxian com 40.000, Donkey Kong Jr. com 35.000,  Sr. Do! com 30.000,

### Década de 1980–início de 2000

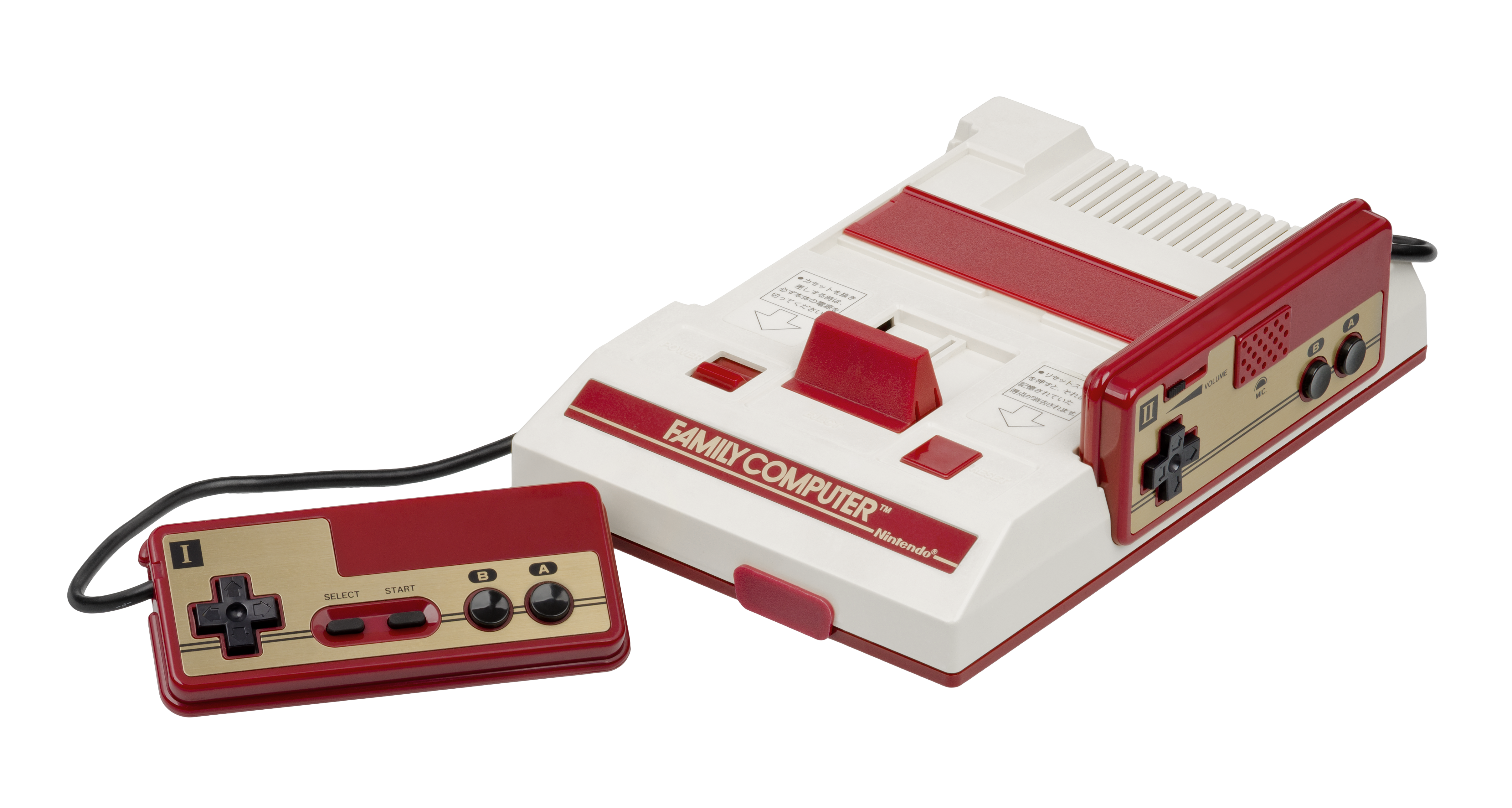
O computador da família (comumente conhecido pelo termo japonês-inglês Famicom)

De 1980 a 1991, a Nintendo produziu uma linha de jogos portáteis chamados Game & Watch . Criado pelo game designer Gunpei Yokoi, cada Game & Watch apresentava um único jogo para ser jogado em uma tela de LCD . Foi o primeiro produto da Nintendo a obter um grande sucesso.
O Scramble da Konami, lançado em 1981, é um jogo de rolagem lateral (side-scroller) com rolagem forçada. Foi o primeiro side-scroller a oferecer vários níveis distintos. Os shooters com rolagem vertical surgiram na mesma época. O Xevious da Namco, lançado em 1982, é frequentemente citado como o primeiro jogo de rolagem vertical e, embora tenha sido precedido por vários outros jogos desse tipo, é considerado um dos mais influentes.
O primeiro jogo de plataforma a usar gráficos de rolagem foi Jump Bug lançado em 1981, um simples jogo de tiro em plataforma desenvolvido pela Alpha Denshi .
A indústria norte-americana de videogames foi devastada pelo crash de 1983, mas no Japão foi mais uma surpresa para os desenvolvedores, e normalmente conhecida no Japão como o "Atari Shock". Após esse crash dos videogames, vários analistas duvidaram da viabilidade a longo prazo da indústria dos videogames. Ao mesmo tempo, após uma série de sucessos em jogos de arcade no início dos anos 80, a Nintendo planejou criar um console baseado em cartucho chamado Famicom (ou NES). Masayuki Uemura projetou o sistema. O console foi lançado em 15 de julho de 1983 como Family Computer (ou Famicom para abreviar) ao lado de três ports dos jogos de arcade de sucesso da Nintendo, Donkey Kong, Donkey Kong Jr. e Popeye . O Famicom demorou a ganhar impulso; um chip defeituoso causou uma falha no lançamento inicial do sistema. Após uma retirada do produto e uma reemissão com uma nova placa-mãe, a popularidade da Famicom aumentou, tornando-se o console de videogame mais vendido no Japão até o final de 1984. Em 1988, analistas da indústria declararam que a popularidade do NES havia crescido tão rapidamente que o mercado de cartuchos da Nintendo era maior que o de todos os softwares de computadores domésticos. Em meados de 1986, 19% (6,5 milhões) das famílias japonesas possuíam um NES; subindo para um terço em meados de 1988. Em junho de 1989, o vice-presidente de marketing da Nintendo of America, Peter Main, disse que o Famicom estava presente em 37% dos lares japoneses. Ao final de sua vida útil, mais de 60 milhões de unidades do NES haviam sido vendidas mundialmente. Em 1990, a Nintendo superou a Toyota como a corporação mais bem-sucedida do Japão.
Como o Nintendo Entertainment Systemfoi lançado após o crash dos videogames do início dos anos 80, muitos varejistas e adultos consideravam os videogames como uma moda passageira, muitos deles acreditavam que o NES logo desapareceria. Antes de seu lançamento, a Nintendo era conhecida somente como uma fabricante japonesa de brinquedos e cartas de baralho e tinha obtido um sucesso moderado, porém a popularidade do NES ajudou imensamente a empresa a se tornar um nome reconhecido internacionalmente quase como sinônimo de videogame como Atari, e preparou o terreno para o domínio japonês da indústria de videogames por vários anos. Com o NES, a Nintendo também mudou o relacionamento entre os fabricantes de consoles e os desenvolvedores de software de terceiros, restringindo desenvolvedores de publicar e distribuir software sem aprovação licenciada. Isso levou a títulos de software de maior qualidade, que ajudaram a mudar a atitude de um público que se cansara de títulos mal produzidos para sistemas de jogos anteriores. As limitações de hardware do sistema levaram a princípios de design que ainda influenciam o desenvolvimento de videogames modernos. Muitas franquias de destaque se originaram no NES, incluindo o Super Mario Bros, The Legend of Zelda  e Metroid da Nintendo, Mega Man  da Capcom, Castlevania da Konami , Final Fantasy da Square, e a franquia Dragon Quest da Square Enix .
Após o lançamento do Famicom, a indústria global dos videogames começou a se recuperar, com vendas anuais superiores a US $ 2,3 bilhões em 1988, e com 70% do mercado dominado pela Nintendo. Em 1986, o presidente da Nintendo, Hiroshi Yamauchi, observou que "o Atari entrou em colapso porque deu muita liberdade a desenvolvedores de terceiros e o mercado estava cheio de jogos lixo". Para evitar que isso acontecesse aos seus consoles, a Nintendo limitou o número de títulos que desenvolvedores terceirizados poderiam lançar para seu sistema a cada ano e promoveu seu " Selo de Qualidade ", que permitia ser usado em jogos e periféricos por editores que atendiam aos padrões de qualidade da Nintendo.
Os primeiros computadores pessoais do japoneses feitos para jogos rapidamente apareceram, o Sord M200 em 1977 e o Sharp MZ-80K no ano de 1978. No Japão, tanto os consoles quanto os computadores pessoais se tornaram grandes indústrias, com o mercado de console dominado pela Nintendo e o mercado de computadores dominado pelos PC-88 lançado em 1981 e PC-98 lançado em 1982 pela NEC . A principal diferença entre os computadores ocidentais e os japoneses, na época, era a resolução da tela, com os sistemas japoneses usando uma resolução mais alta de 640x400 pixels para acomodar texto em japonês, o que por sua vez afetava o design de videogames e permitia gráficos mais detalhados. Os computadores japoneses também usavam as placas de som sintetizador FM da Yamaha desde o início dos anos 80. Durante a era de 16 bits, o PC-98, Sharp X68000 e FM Towns se tornaram populares no Japão. Devido às inovações tecnológicas do X68000 e do FM Towns quando comparados aos seus antecessores, passou a ser possível produzir gráficos de sprite e qualidade de som com qualidade bastante semelhante a do arcade, quando lançados pela primeira vez em meados da década de 1980.
A série Wizardry (traduzida pela ASCII Entertainment ) tornou-se mais popular e influente no Japão do que nos estados unidos, de onde surgiu. Os desenvolvedores japoneses criaram o subgênero RPG de ação no início dos anos 80, combinando elementos de RPG com elementos de ação e aventura no estilo arcade . A tendência de combinar elementos de role-playing com mecânica de ação no estilo arcade foi popularizada por The Tower of Druaga,  um jogo de arcade lançado pela Namco em junho de 1984. Enquanto os elementos de RPG em Druaga foram muito sutis, seu sucesso no Japão inspirou o desenvolvimento de maneira quase simultânea de três role-playing games de ação, combinando o hack-and-slash em tempo real de Druaga com mecânicas de RPG mais elaboradas, todos os três foram lançados no final de 1984: Dragon Slayer, Courageous Perseus e Hydlide . Uma rivalidade se desenvolveu entre os três jogos, com Dragon Slayer e Hydlide continuando sua rivalidade nas sequências subsequentes. The Tower of Druaga, Dragon Slayer e Hydlide foram influentes no Japão, onde lançaram as bases para o gênero de RPG de ação, que mais tarde acabaram influenciando títulos como Ys e The Legend of Zelda .
O RPG Hydlide (1984) foi um dos primeiros jogos de mundo aberto, que recompensava a exploração em um ambiente de mundo aberto. Hydlide influenciou The Legend of Zelda (1986), um dos mais influentes jogos de mundo aberto. Zelda tinha um design de mundo aberto expansivo e coerente, inspirando muitos jogos posteriores a adotar um design de mundo aberto semelhante.
Bokosuka Wars (1983) é considerado um protótipo inicial de jogo de estratégia em tempo real (RTS) . Herzog (1988), da TechnoSoft, é considerado um precursor do gênero RTS, sendo o antecessor de Herzog Zwei e de natureza algo semelhante. Herzog Zwei, lançado para o console Sega Mega Drive/Genesis em 1989, é o primeiro exemplo de jogo com um conjunto de recursos que se enquadram na definição contemporânea da moderna estratégia em tempo real.
Karate Champ da Data East, de 1984, é creditado por estabelecer e popularizar o gênero de jogos de luta individuais, e influenciou Yie Ar Kung-Fu da Konami, de 1985. O Street Fighter da Capcom (1987) introduziu o uso de movimentos especiais que só podiam ser descobertos através da experimentação dos controles do jogo. Street Fighter II (1991), que futuramente se tornaria um dos jogos de luta mais influentes, estabeleceu as convenções do gênero dos jogos de luta e permitiu que os jogadores jogassem uns contra os outros.
Em 1985, o Hang-On da Sega AM2, projetado por Yu Suzuki e rodando no Sega Space Harrier, foi a primeira das placas de sistema arcade "Super Scaler" da Sega que permitia o dimensionamento de sprites pseudo-3D a altas taxas de quadros . O sprite pseudo-3D/escala de ladrilhos foi tratado de maneira semelhante às texturas em jogos 3D poligonais mapeados em textura posteriores da década de 1990. Desenhado por Yu Suzuki da Sega AM2, ele afirmou que seus "designs eram sempre 3D desde o início. Todos os cálculos no sistema foram em 3D, mesmo no Hang-On. Calculei a posição, a escala e a taxa de zoom em 3D e as converti em 2D . Então, eu estava sempre pensando em 3D. "  Era controlado usando um arcade semelhante a uma moto, que o jogador movia com o corpo. Isso começou a tendência "Taikan", o uso de arcades hidráulicos controlados por movimento em muitos jogos de arcade do final dos anos 80, duas décadas antes de os controles de movimento se tornarem populares nos consoles .
Space Harrier, um shooter lançado em 1985 pela Sega, abriu novos caminhos graficamente e sua variedade de cenários em vários níveis deu aos jogadores mais objetivos do que somente pontuações altas. 1985 também viu o lançamento do Gradius da Konami, que deu ao jogador maior controle sobre a escolha do armamento, introduzindo outro elemento de estratégia.  O jogo também introduziu a necessidade de o jogador memorizar níveis, a fim de alcançar melhores medidas de sucesso. Gradius, definiu o shoot'em up de rolagem lateral e gerou uma série que abrange várias sequências. No ano seguinte, surgiu uma das séries de principais da Sega com o jogo Fantasy Zone . O jogo recebeu elogios por seus gráficos e cenários surreais e o protagonista, Opa-Opa, foi por um tempo considerado o mascote da Sega. O jogo pegou emprestado o dispositivo do Defender de permitir que o jogador controle a direção do vôo e, juntamente com o TwinBee (1985), é um arquétipo inicial do subgênero "fofinho 'em up". 
O final da década de 1980 até o início da década de 1990 é considerado a idade de ouro dos jogos de computador japoneses, que floresceriam até seu declínio em meados da década de 1990, quando os consoles acabaram dominando o mercado japonês. Um RPG japonês de computador famoso da época foi o WiBArm, o RPG mais antigo conhecido por apresentar gráficos poligonais em 3D . Foi um RPG de 1986 lançado pela Arsys Software para o PC-88 no Japão e portado para o MS-DOS para lançamento no Ocidente por Brøderbund . No WiBArm, o jogador controla um mecha transformável, alternando entre uma visão de rolagem lateral 2D durante a exploração ao ar livre para uma perspectiva de terceira pessoa poligonal totalmente em 3D dentro de edifícios, enquanto as lutas com bosses são travadas em batalhas de tiro 2D no estilo arena. O jogo apresentava uma variedade de armas e equipamentos, além de um mini mapa, e o jogador poderia melhorar seus equipamentos e ganhar experiência para aumentar as estatísticas. Ao contrário dos RPGs em primeira pessoa na época, que eram restritos a movimentos de 90 graus, o uso de polígonos 3D da WiBArm permitia movimentos completos de 360 graus no ambiente.  

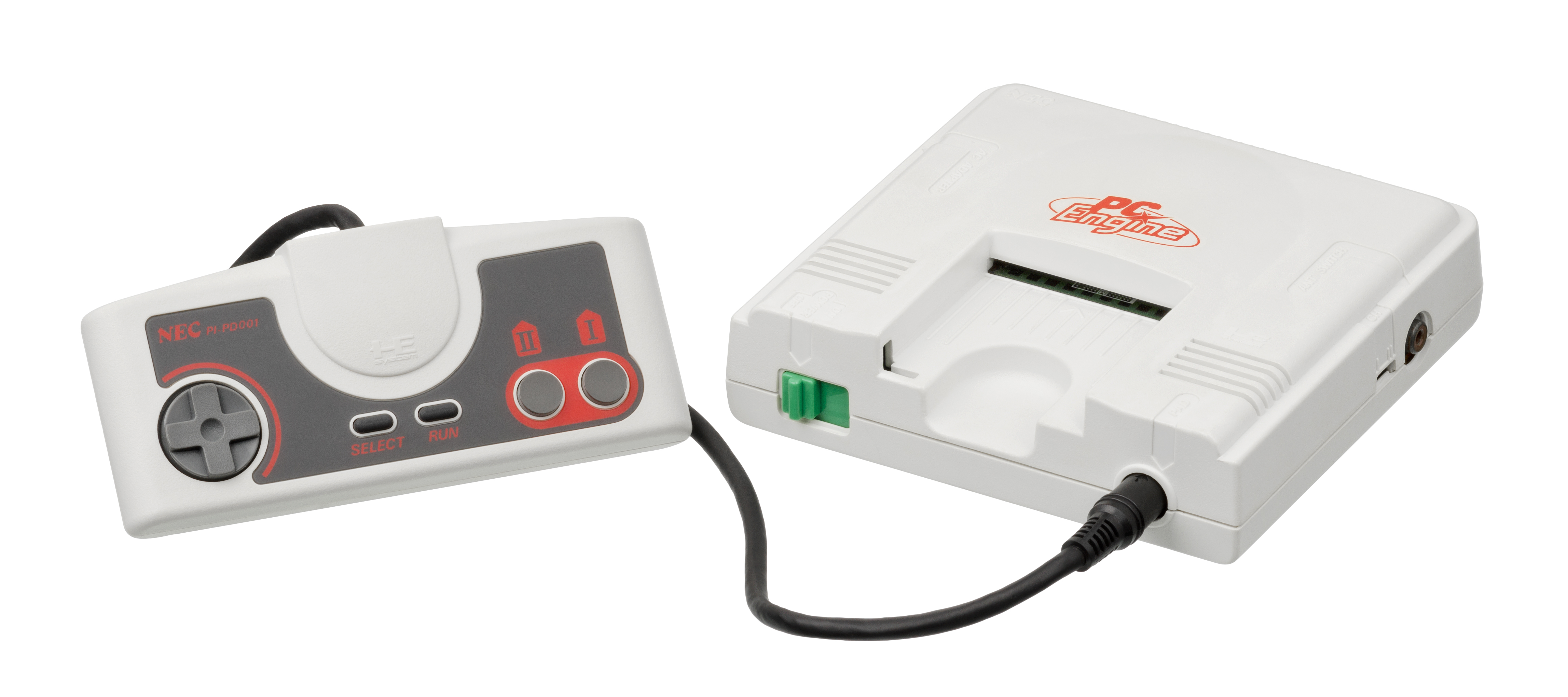
O PC Engine, lançado em 1987.

Em 30 de outubro de 1987, o PC Engine estreou no mercado japonês e foi um tremendo sucesso. O console tinha um design elegante, atraente e era muito pequeno comparado aos seus rivais. O PC Engine, conhecido como TurboGrafx-16 no resto do mundo, foi um esforço colaborativo entre a Hudson Soft e a NEC, sendo esta uma grande empresa dominante no mercado japonês de computadores pessoais com suas plataformas PC-88 e PC-98 .
De acordo com o desenvolvedor do Wizardry, Roe R. Adams, os primeiros jogos de ação e aventura "eram basicamente jogos de arcade feitos em cenários de fantasia ", citando Castlevania e Trojan como exemplos. O IGN UK argumenta que The Legend of Zelda, lançado em 1986, "ajudou a estabelecer um novo subgênero de ação-aventura", tornando-se um sucesso devido à combinação de elementos de diferentes gêneros para criar um híbrido atraente, incluindo exploração, quebra - cabeças de inventário no estilo de aventura, um componente de ação, um sistema monetário e a criação de uma versão simplificada de RPGs envolvendo o conceito de level sem os pontos de experiência . The Legend of Zelda foi a série de jogos de ação e aventura mais prolífica até os anos 2000.
A 'era de ouro' dos RPGs de console é frequentemente datada nos anos 90. Os RPGs de console se distinguiram dos RPGs de computador (cRPGs) em maior grau no início dos anos 90. À medida que os RPGs de console se tornaram mais baseados em histórias do que sua contraparte de computador, uma das mais notáveis diferenças que surgiram durante esse período foi com relação à representação dos personagens. A maioria dos cRPGs ocidentais na época tinha personagens desprovidos de personalidade ou experiências passadas como forma de mover a trama, o objetivo maior era disponibilizar avatares que o jogador poderia usar para interagir com o mundo, em contraste com os RPGs japoneses de console, que contavam histórias de personagens pré-definidos com personalidades, traços e relacionamentos distintos, como Final Fantasy e Lufia, com jogadores assumindo o papel de pessoas que se importavam, se apaixonavam ou até tinham famílias. O romance, em particular, era um tema comum na maioria dos RPGs de console, mas era incomum à maioria dos cRPGs da época. Os RPGs japoneses de console também eram geralmente mais rápidos e orientados a ação e aventura do que os RPGs ocidentais. Nos anos 90, os RPGs de console se tornaram cada vez mais dominantes.
Em 1991, Final Fantasy IV foi um dos primeiros RPGs a apresentar um enredo complexo e envolvente, dando uma ênfase muito grande ao desenvolvimento de personagens, relacionamentos interpessoais e narrativas dramáticas. Ele também introduziu um novo sistema de batalha: o sistema " Active Time Battle (ATB) ", desenvolvido por Hiroyuki Ito, onde o sistema de controle de tempo não para.  O fato de os inimigos poderem atacar ou serem atacados a qualquer momento é creditado com um senso de urgência e excitação ao sistema de combate. O sistema ATB foi considerado revolucionário por ser um híbrido entre combate por turnos e em tempo real, com a exigência de reações mais rápidas dos jogadores, apelando para aqueles que estavam mais acostumados com jogos de ação.

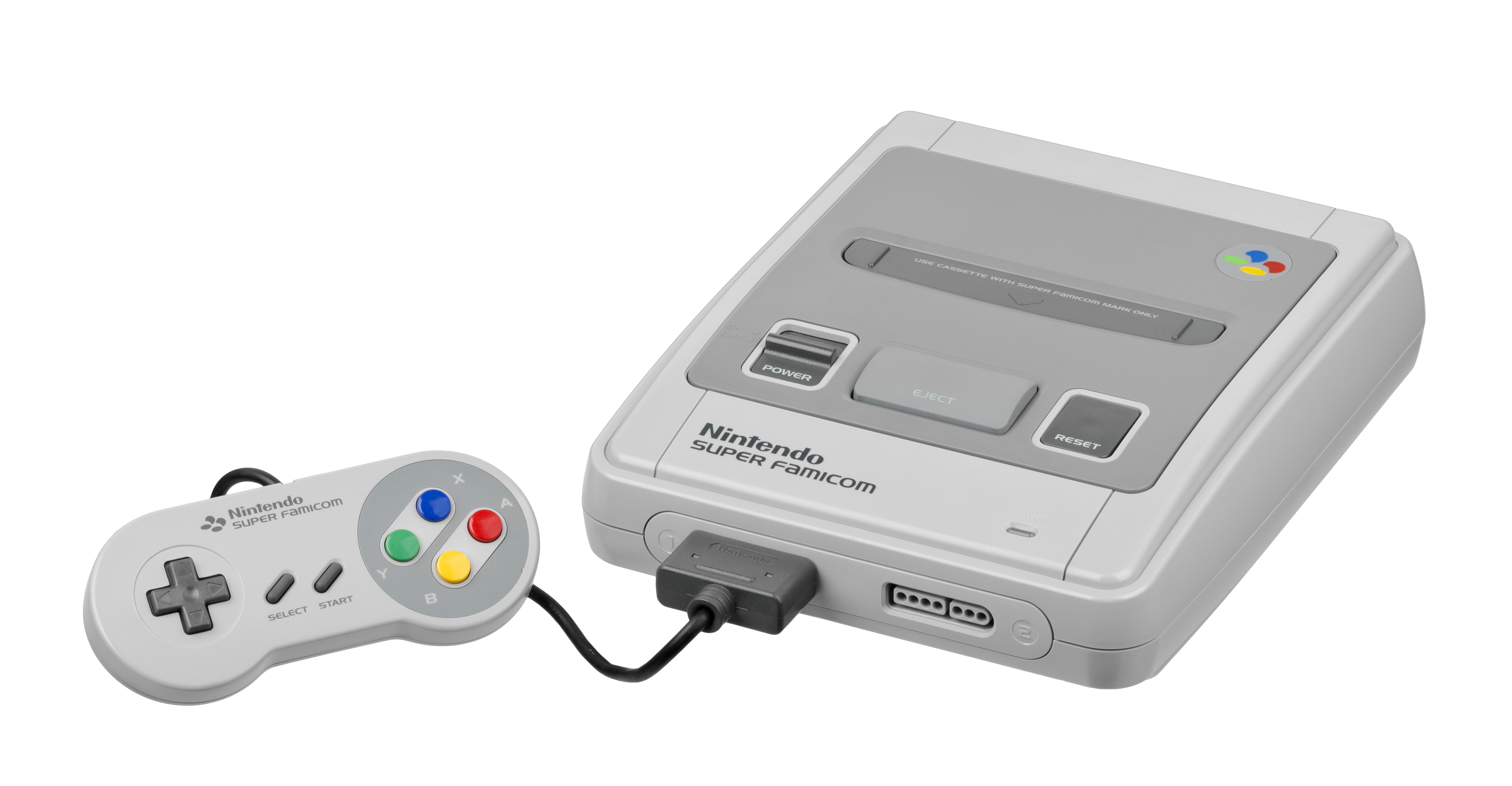
O Super Famicom(SNES), lançado em 21 de novembro de 1990.

Os executivos da Nintendo inicialmente relutaram em projetar um novo sistema, porém, quando o mercado passou para um hardware mais novo, a Nintendo viu uma notável queda de sua participação de mercado que havia sido construída com o NES. O console de quarta geração da Nintendo, o Super Famicom (ou SNES), foi lançado no Japão em 21 de novembro de 1990; O volume inicial de 300.000 unidades da Nintendo esgotou em poucas horas. Apesar da forte concorrência do Mega Drive/Genesis, o Super NES eventualmente assumiu a posição de mais vendido mundialmente, vendendo 49,10 milhões de unidades em todo o mundo  e continuaria popular até a quinta geração de consoles. A posição de mercado da Nintendo foi definida pelo aumento das capacidades de vídeo e som de seu console, e também pelos títulos exclusivos de suas franquias, como Super Mario World, The Legend of Zelda: A Link to the Past e Super Metroid .
Os gráficos de polígono 3D foram popularizados pelos jogos do Sega Model 1, Virtua Racing de 1992 e Virtua Fighter de 1993, seguidos por jogos de corrida  como os títulos do Namco System 22, Ridge Racer de 1993 e o título do Sega Model 2, Daytona USA de 1995, e ainda pelos jogos de tiro como o Virtua Cop desenvolvido pela Sega em 1994, ganhando considerável popularidade nos arcades.
O  gênero de videogame de terror de sobrevivência começou com Resident Evil de 1996, desenvolvido pela Capcom, que cunhou o termo "horror de sobrevivência (survival horror)" e definiu o gênero. Foi inspirado pelo Sweet Home da Capcom (1989), descrito retroativamente como horror de sobrevivência.
O primeiro Tokyo Game Show (TGS) foi realizada em 1996 . De 1996 a 2002, o show foi realizado duas vezes por ano: uma vez na primavera e outra no outono, na Tokyo Big Sight. Desde 2002, o show passou a acontecer uma vez por ano. Atrai mais visitantes a cada ano. O show de 2011 recebeu mais de 200.000 participantes e o show de 2012 trouxe 223.753. O TGS mais movimentado foi em 2016, com 271.224 pessoas presentes e 614 empresas tiveram exposições. O evento é realizado anualmente desde 1996 e nunca foi cancelado até o momento. O 20º aniversário do TGS foi comemorado no ano de 2016.
A grande revolução seguinte ocorreu em meados do final da década de 90, que assistiu ao aumento da computação gráfica em 3D e dos discos ópticos nos consoles de quinta geração . Os efeitos nos RPGs eram enormes - missões mais longas e mais envolvidas, melhor áudio e full motion video . Isso foi demonstrado em 1997 pelo fenomenal sucesso de Final Fantasy VII, que é considerado um dos jogos mais influentes de todos os tempos,   semelhante ao efeito de Guerra nas Estrelas na indústria cinematográfica. Com um orçamento de produção recorde de cerca de US $ 45 milhões, o escopo ambicioso de Final Fantasy VII aumentou as possibilidades do gênero, com seu mundo mais amplo e explorável, quests muito mais longas, mais sidequests,  dezenas de minijogos e valores de produção muito mais altos. Incluindo também inovações como o uso de personagens 3D em fundos pré-renderizados, batalhas vistas de vários ângulos diferentes em vez de um único ângulo, e pela primeira vez o full motion video se misturava fluidamente à jogabilidade  efetivamente integrado ao longo do jogo.  As inovações na jogabilidade incluíram o sistema materia, que permitiu uma quantidade considerável de personalização e flexibilidade através da materia, que pode ser combinada de várias maneiras diferentes e trocada entre os personagens a qualquer momento, e as quebras de limites, ataques especiais que podem ser realizados após o medidor de limite de um personagem enche recebendo golpes de oponentes.  Final Fantasy VII continua listado entre os melhores jogos de todos os tempos, por sua jogabilidade altamente refinada, personagens bem desenvolvidos, enredo intrincado  e uma narrativa emocionalmente envolvente que é muito mais sombria e sofisticada do que a maioria dos outros RPGs. A narrativa do jogo e o desenvolvimento do personagem foram considerados um grande salto narrativo para os videogames e foram frequentemente comparados a filmes e romances na época.

### 2005 - 2015

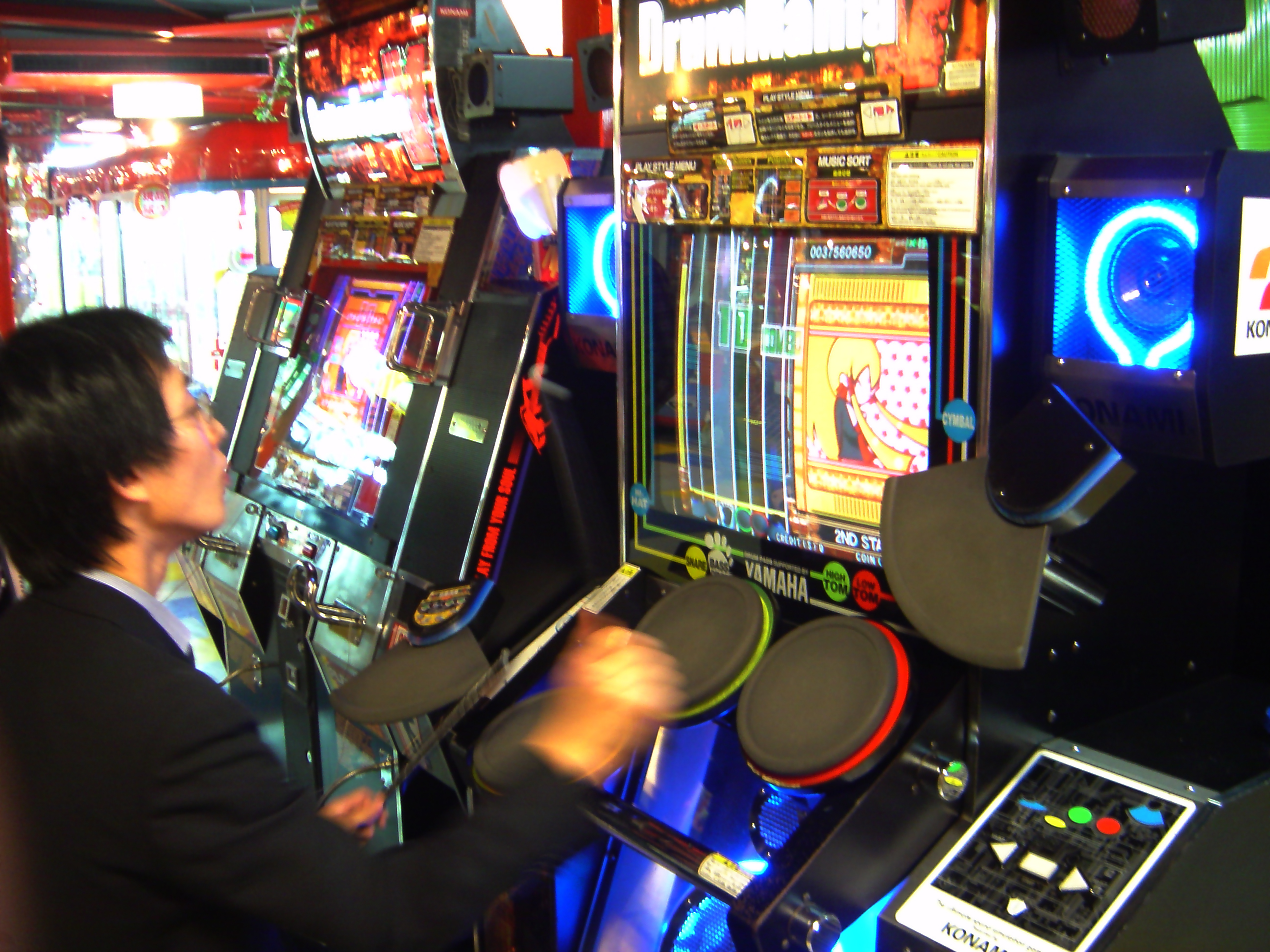
Um homem jogando um jogo de fliperama (Drummania) em Tsukuba, Ibaraki, 2005.

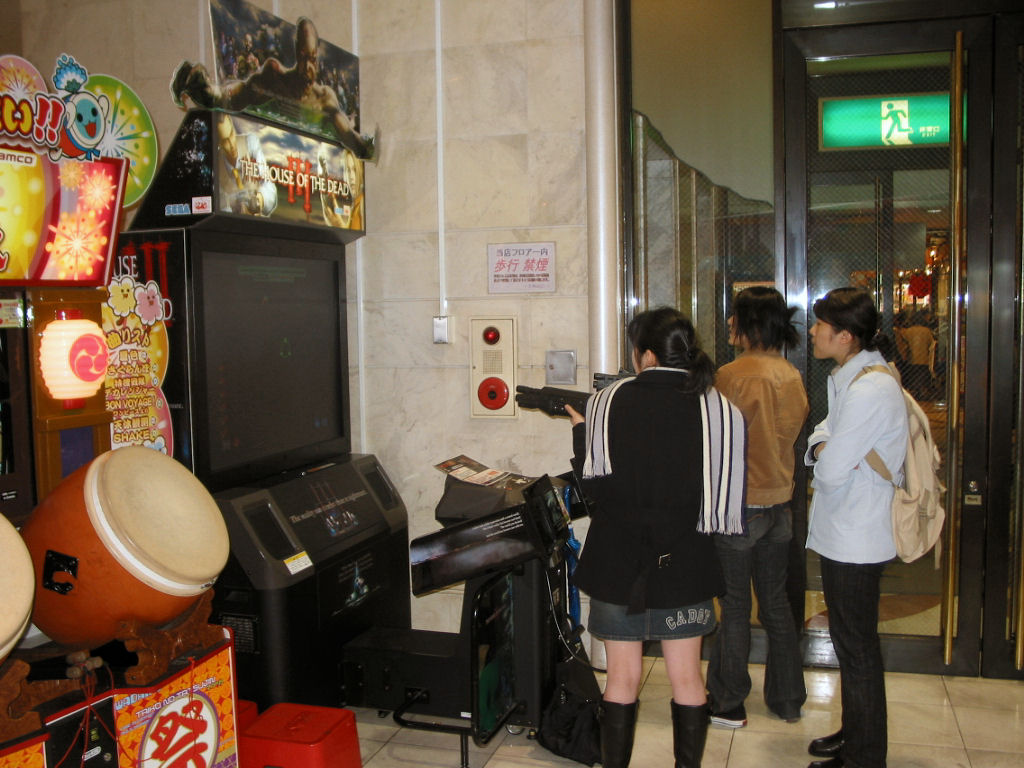
Meninas jogando The House of the Dead III em um fliperama no Japão, 2005.

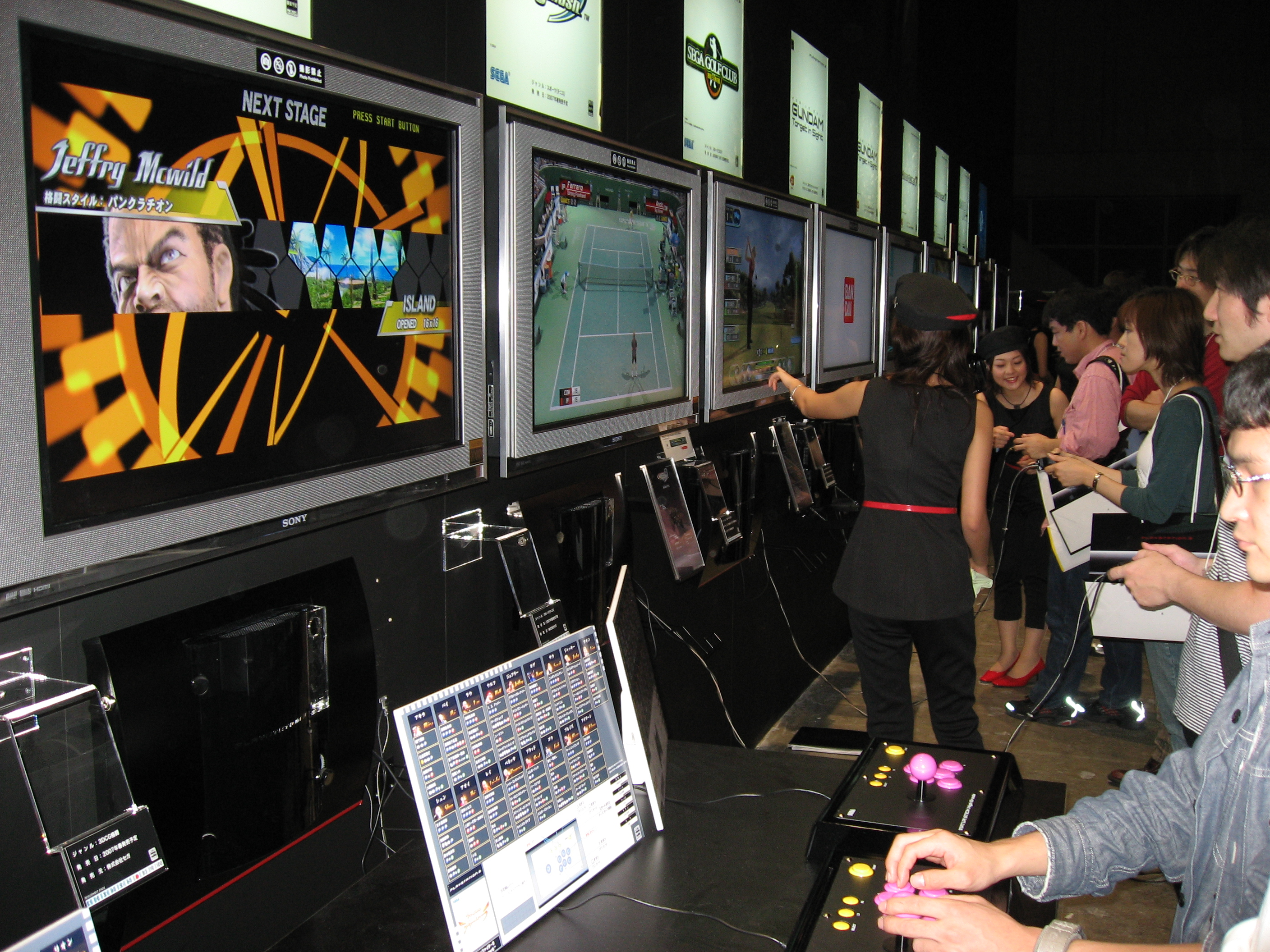
PlayStation 3 na Tokyo Game Show 2006

No ano de 2002, somente a indústria japonesa representava cerca de 50% do mercado global dos videogames; essa participação diminuiu para cerca de 10% em 2010. O encolhimento da participação japonesa no mercado dos videogames foi atribuído a uma diferença de gosto entre o público japonês e o ocidental   e a recessão econômica do país.
Em 2009, a FromSoftware lançou Demon's Souls para o PlayStation 3, o que lhes trouxe exposição internacional. Seu sucessor espiritual, Dark Souls, foi lançado em 2011 e rapidamente ganhou grande notoriedade internacionalmente e passou a ser um dos grandes expoentes de RPGs asiáticos. Devido às suas particularidades como a dificuldade, a forma de contar a história e modo de construir a ambientação de seu mundo, Dark Souls acabou influenciando as gerações seguintes não só de RPGs mas também de diversos outros gêneros. Em março de 2014, Dark Souls II foi lançado, enquanto Dark Souls III foi lançado em 2016. Um título inspirado na série Souls, Bloodborne, foi lançado em março de 2015. A série Souls, juntamente com Bloodborne, recebeu elogios da crítica, além de fortes vendas no mercado interno e internacional. Eles também receberam vários prêmios, principalmente os do gênero RPG, incluindo vários prêmios "RPG do ano" e " Jogo do ano" . Desde o lançamento, Dark Souls e Bloodborne foram citados por muitas publicações como estando entre os melhores jogos de todos os tempos .
O declínio da indústria japonesa de videogames durante esse período foi parcialmente atribuído ao processo de desenvolvimento tradicional japonês. Empresas japonesas já foram criticadas por longos tempos de desenvolvimento e lentos lançamentos para consoles domésticos, pela falta de motores de jogos de terceiros para uso aberto e por serem muito isoladas e insulares para atrair um mercado global. Yoichi Wada declarou no Financial Times em 27 de abril de 2009, que a indústria japonesa de desenvolvimento de videogame japonesa se tornara um "ambiente fechado" e "quase xenofóbico". Ele também afirmou: "O atraso com os EUA é muito claro. A indústria de jogos dos EUA não era boa no passado, mas agora atraiu pessoas da indústria de computadores e de Hollywood, o que levou a um forte crescimento."   Na Tokyo Game Show de 2010, Keiji Inafune afirmou que "Todo mundo está fazendo jogos horríveis - o Japão está pelo menos cinco anos atrasado" e que "o Japão está isolado no mundo dos jogos. Se algo não mudar, estaremos condenados.", enfatizando a necessidade dos desenvolvedores japoneses introduzirem abordagens e elementos ocidentais ao desenvolvimento de jogos para voltarem a ter relevância.
Historicamente a maioria dos jogos desenvolvidos em países ocidentais não tem um bom desempenho no Japão, enquanto os jogos japoneses muitas vezes são prontamente jogados pelos consumidores do mercado ocidental. Jogos estrangeiros historicamente costumam vender menos nos mercados japoneses devido a diferenças no que os consumidores esperam de escapismo entre essas culturas. A Microsoft tentou entrar no mercado japonês com os consoles Xbox e Xbox 360 porém tiveram pouco sucesso, enquanto lutavam para competir contra a Sony e a Nintendo lá.
Porém, como mencionado acima, os jogos de console japoneses tornaram-se menos bem-sucedidos, mesmo em seu próprio país, a partir de 2013.
Na indústria japonesa, os arcades continuaram populares até os dias atuais. A partir de 2009, do mercado de jogos de US $ 20 bilhões do Japão, US $ 6 bilhões desse valor são gerados em arcades, que representam o maior setor do mercado japonês de videogame, seguido por jogos de console doméstico e jogos mobile em US $ 3,5 bilhões e US $ 2 bilhões, respectivamente . Em 2005, a operação de arcades representavam a maioria da Namco, por exemplo. Com uma considerável retirada do mercado de arcades de empresas como a Capcom, a Sega se tornou a empresa mais forte no mercado dos arcades, com 60% de participação no mercado em 2006. Apesar do declínio global desse segmento, as empresas japonesas atingiram receita recorde por três anos consecutivos durante esse período. No entanto, devido à recessão econômica do país, a indústria de arcade japonesa também tem declinado constantemente, de ¥ 702,9 bilhões (US $ 8,7 bilhões) em 2007 para ¥ 504,3 bilhões (US $ 6,2 bilhões) em 2010. Em 2013, a estimativa de receita é de ¥ 470 bilhões.
Nos anos 2010, os RPGs japoneses estão enfrentando um ressurgimento no PC, com um aumento significativo no número de RPGs japoneses lançados para a plataforma Steam. Isso começou com o lançamento do jogo doujin/indie Recettear em 2010, para o Steam, vendendo mais de 500.000 unidades na plataforma. Isso levou a muitos jogos doujin/indie a serem lançados no Steam nos anos seguintes.
Além dos títulos doujin/indie, 2012 foi um ano inovador, com a estreia da série Ys da Nihon Falcom no Steam e, em seguida, o lançamento no Steam de Dark Souls da From Software, que vendeu milhões na plataforma. Outros RPGs japoneses foram posteriormente transportados para o Steam, como o anteriormente jogo de nicho Valkyria Chronicles, que vendeu um milhão de unidades na plataforma, e outros títulos que venderam centenas de milhares no Steam, como a versão localizada de The Legend of Heroes: Trails in the Sky 2014 e versões ports de vários títulos da série Final Fantasy. Os desenvolvedores japoneses vêm considerando cada vez mais o Steam como uma plataforma viável para o gênero, com muitos RPGs japoneses disponíveis na plataforma.
Em 2015, o Japão havia se tornado o quarto maior mercado de jogos para PC do mundo, atrás apenas da República Popular da China, Estados Unidos e Coreia do Sul . Os jogos feito no motor de jogos japonês RPG Maker também ganhou popularidade significativa no Steam, incluindo centenas de jogos comerciais. Todos os anos, centenas de jogos lançados no Steam são criados usando o RPG Maker.
Atualmente, o Japão é o maior mercado mundial de jogos mobile. O mercado de videogame japonês atual está se tornando cada vez mais dominado por jogos mobile, que geraram US $ 5,1 bilhões em 2013, o que foi mais do que os jogos tradicionais de console do país.
Ex-rivais na indústria de arcades, Konami, Taito, Bandai Namco Entertainment e Sega, agora estão trabalhando juntos para manter a indústria de vibrante. Isso é evidenciado no compartilhamento de redes de arcade e em locais com jogos de todas as principais empresas, em vez de apenas jogos de sua própria empresa.

### 2016 - presente

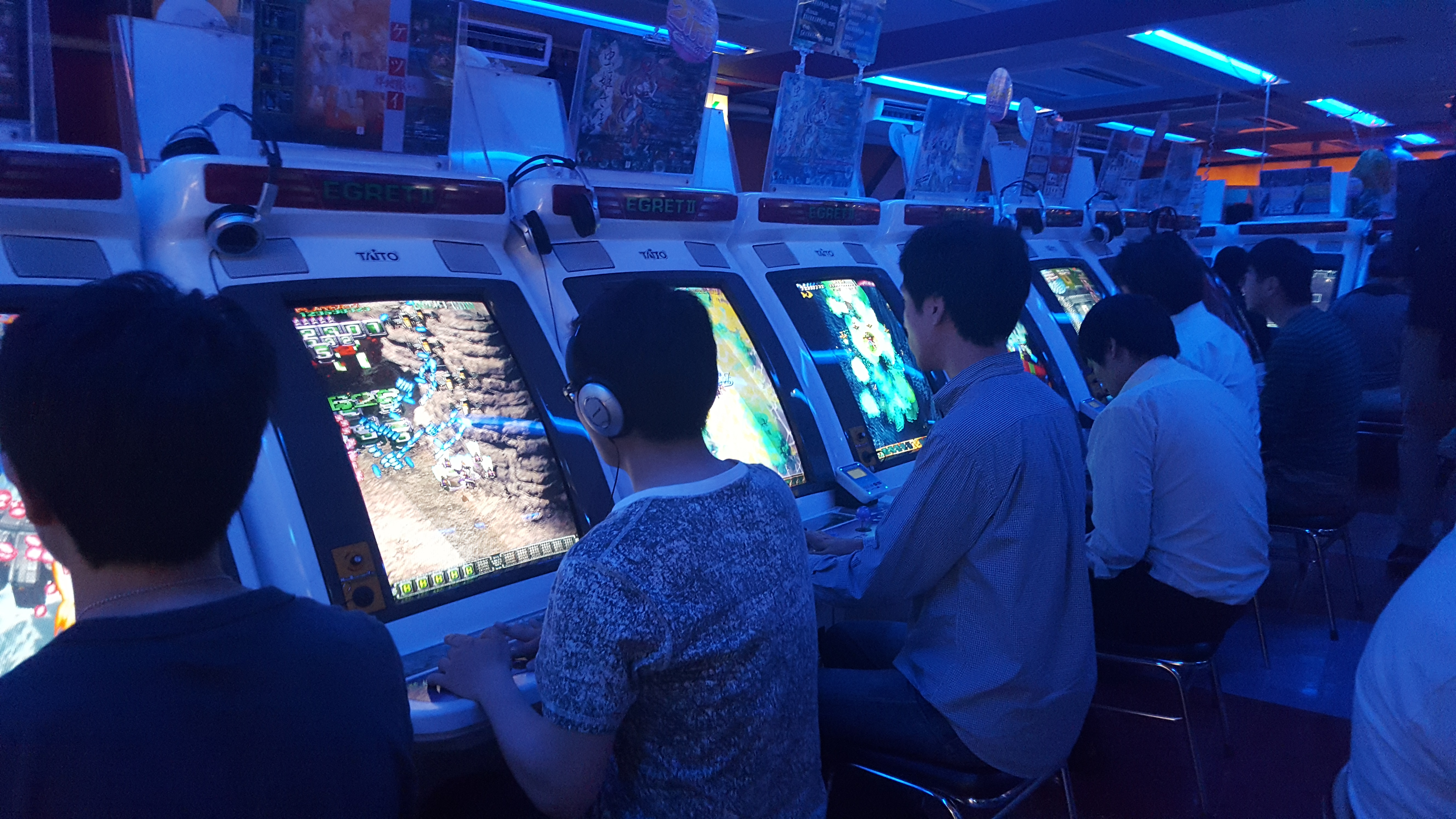
Jogadores japoneses em vários arcades de shoot 'em up em Akihabara, Tóquio. (2017)

Desde 2016, os videogames japoneses estão passando por um ressurgimento, como parte de um renascimento da indústria japonesa de videogames. Em 2017, os videogames japoneses obtiveram mais sucesso comercial e mais elogios da crítica do que em anos anteriores.   Em 2016, o sucesso global do Pokémon Go ajudou o Pokémon Sun e Moon a estabelecer recordes de vendas em todo o mundo.  Final Fantasy XV também foi um grande sucesso, vendendo alguns milhões. Também houve outros RPGs japoneses que obtiveram sucesso comercial e/ou elogios da crítica naquele ano, incluindo Dragon Quest VII: Fragmentos do Passado Esquecido, Shin Megami Tensei IV: Apocalipse, Bravamente Segundo, Destino dos Emblemas de Fogo, Dragon Quest Builders, World of Final Fantasia, Exist Archive: The Other Side of the Sky e I Am Setsuna